# Sant Michèu e las Pòrtas
Saint-Michel-les-Portes és un municipi francès situat al departament de la Isèra i a la regió d'Alvèrnia-Roine-Alps. L'any 2007 tenia 185 habitants.

## Demografia

### Població
El 2007 la població de fet de Saint-Michel-les-Portes era de 185 persones. Hi havia 73 famílies de les quals 21 eren unipersonals (17 homes vivint sols i 4 dones vivint soles), 22 parelles sense fills, 17 parelles amb fills i 13 famílies monoparentals amb fills.
La població ha evolucionat segons el següent gràfic:
Habitants censats

### Habitatges
El 2007 hi havia 168 habitatges, 78 eren l'habitatge principal de la família, 83 eren segones residències i 8 estaven desocupats. 163 eren cases i 4 eren apartaments. Dels 78 habitatges principals, 59 estaven ocupats pels seus propietaris, 15 estaven llogats i ocupats pels llogaters i 3 estaven cedits a títol gratuït; 2 tenien una cambra, 9 en tenien dues, 13 en tenien tres, 22 en tenien quatre i 32 en tenien cinc o més. 59 habitatges disposaven pel capbaix d'una plaça de pàrquing. A 38 habitatges hi havia un automòbil i a 35 n'hi havia dos o més.

### Piràmide de població
La piràmide de població per edats i sexe el 2009 era:
| Homes | Edats   | Dones |
| ----- | ------- | ----- |
| 0     | 95 o +  | 0     |
| 0     | 90 a 94 | 0     |
| 0     | 85 a 89 | 0     |
| 4     | 80 a 84 | 4     |
| 8     | 75 a 79 | 0     |
| 4     | 70 a 74 | 0     |
| 0     | 65 a 69 | 8     |
| 8     | 60 a 64 | 4     |
| 8     | 55 a 59 | 4     |
| 0     | 50 a 54 | 12    |
| 4     | 45 a 49 | 0     |
| 0     | 40 a 44 | 0     |
| 12    | 35 a 39 | 4     |
| 4     | 30 a 34 | 8     |
| 4     | 25 a 29 | 8     |
| 4     | 20 a 24 | 0     |
| 0     | 15 a 19 | 0     |
| 4     | 10 a 14 | 0     |
| 4     | 5 a 9   | 4     |
| 0     | 0 a 4   | 4     |

## Economia
El 2007 la població en edat de treballar era de 120 persones, 92 eren actives i 28 eren inactives. De les 92 persones actives 85 estaven ocupades (43 homes i 42 dones) i 6 estaven aturades (6 dones i 6 dones). De les 28 persones inactives 18 estaven jubilades, 4 estaven estudiant i 6 estaven classificades com a «altres inactius».

### Ingressos
El 2009 a Saint-Michel-les-Portes hi havia 91 unitats fiscals que integraven 209 persones, la mediana anual d'ingressos fiscals per persona era de 21.384 €.

### Activitats econòmiques
Dels 12 establiments que hi havia el 2007, 1 era d'una empresa alimentària, 3 d'empreses de construcció, 2 d'empreses de comerç i reparació d'automòbils, 1 d'una empresa de transport, 2 d'empreses d'hostatgeria i restauració, 1 d'una entitat de l'administració pública i 2 d'empreses classificades com a «altres activitats de serveis».
Dels 3 establiments de servei als particulars que hi havia el 2009, 1 era un guixaire pintor i 2 fusteries.
L'any 2000 a Saint-Michel-les-Portes hi havia 6 explotacions agrícoles que ocupaven un total de 207 hectàrees.

## Poblacions més properes
El següent diagrama mostra les poblacions més properes.